# Avenue Daniel-Lesueur
Ne doit pas être confondu avec Rue Le Sueur.
L'avenue Daniel-Lesueur (sans trait d'union lors de la pose de la plaque de rue) est une voie du 7e arrondissement de Paris dans le quartier de l'École militaire.

## Situation et accès
L'avenue Daniel-Lesueur est une voie publique située dans le 7e arrondissement de Paris, dans le quartier de l'École-Militaire. Longue de 298 mètres, elle débute au 67, boulevard des Invalides et se termine en impasse.
Elle se trouve à 80 m au sud de l'avenue Constant-Coquelin qui est sa copie conforme.
Le quartier est desservi par les lignes 10 et 13 à la station Duroc.

## Origine du nom

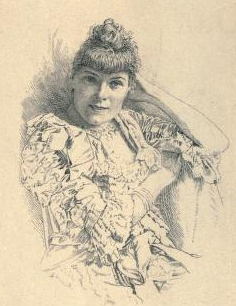
Jeanne Loiseau, alias Daniel Lesueur.

Elle doit son nom à une femme de lettres, féministe et philanthrope, Daniel Lesueur (1854-1921), pseudonyme masculin de Jeanne Loiseau, et seconde épouse d'Henry Lapauze, conservateur du Petit Palais. Cette femme était très connue au début du XXe siècle et adulée de ses contemporains (plusieurs fois primée par l'Académie française ; vice-présidente de la Société des gens de lettres ; officier de la Légion d'honneur, etc.). Elle écrivait son nom avec un tiret à la fin de sa vie, ne supportant pas d'être appelée Mme Lesueur.

## Historique
Comme l'avenue Constant-Coquelin, sa voie jumelle, l'avenue Daniel-Lesueur est créée en 1911 à l'emplacement de l'ancien couvent des Oiseaux.
Le nom initialement pressenti de cette rue était celui de Jules Verne, décédé quelques années plus tôt.
La plaque bleue de la ville de Paris a été posée en juillet 1912, du vivant même de la femme de lettres.

## Bâtiments remarquables et lieux de mémoire
- No 8 : la romancière russe Irène Némirovsky (1903-1942)  y a habité (elle a également habité le no 10 de l'avenue voisine Constant-Coquelin)[1].
- Une association des Amis de Daniel-Lesueur a été créée en janvier 2015 sur l'initiative des riverains, pour faire vivre le souvenir de cette éminente femme de lettres, grande philanthrope et patriote, avec un site [2] dédié, actualisé régulièrement.